# Pedro Ibarra Ruiz
Pedro Ibarra Ruiz (ur. 10 kwietnia 1858 w Elche,  zm. 8 stycznia 1934 tamże) – hiszpański malarz, badacz i pisarz pochodzący z Elche w prowincji Alicante.
Początkowo uczył się w Elche, później wstąpił do Królewskiej Akademii Sztuk Pięknych San Carlos w Walencji. Studiował również na wydziale sztuk pięknych na Uniwersytecie w Barcelonie oraz w Szkole Dyplomatycznej w Madrycie.
Był mocno związany z Elche, swoim rodzinnym miastem. Razem ze swoim przyrodnim bratem Aureliano Ibarra y Manzoni stali się promotorami lokalnej kultury. Popularyzowali między innymi Misterio de Elche, święto i sztukę religijną ku czci dziewicy Maryi tradycyjnie wystawianą w bazylice w Elche (Basílica Menor de Santa María de Elche). Inwestując własne środki Pedro uratował znaczną część wystawionych na sprzedaż "na wagę" dokumentów lokalnego archiwum. Był jednym z pierwszych osób informujących o ważnym znalezisku archeologicznym, starożytnej rzeźbie iberyjskiej nazwanej Dama z Elche.

## Dzieła malarskie
- Vista de patio en Elche, 1879
- Dama de Elche, 1897

## Dzieła literackie
- Historia de Elche, 1895
- El Misterio de Elche
- Manual del curioso espectador de la representación de la famosa fiesta, compuesto para que sirva de guía y claro conocimiento,  1929
- El tránsito y la Asunción dela Virgen, 1924